# Metastenus townsendi
Metastenus townsendi är en stekelart som först beskrevs av William Harris Ashmead 1904.  Metastenus townsendi ingår i släktet Metastenus och familjen puppglanssteklar. Inga underarter finns listade i Catalogue of Life.